# Bugeat
Bugeat är en kommun i departementet Corrèze i regionen Nouvelle-Aquitaine i de centrala delarna av Frankrike. Kommunen ligger  i kantonen Bugeat som tillhör arrondissementet Ussel. År 2022 hade Bugeat 741 invånare.

## Befolkningsutveckling
Antalet invånare i kommunen Bugeat
Referens:INSEE